# Prick Up Your Ears
Prick Up Your Ears  is een Britse biografische dramafilm uit 1987, geregisseerd door Stephen Frears, over de toneelschrijver Joe Orton en zijn geliefde Kenneth Halliwell. Het scenario is geschreven door Alan Bennett, gebaseerd op de biografie uit 1978 van John Lahr.

## Verhaal
Op 9 augustus 1967 in een studio in een buitenwijk van Londen vindt de politie het lichaam met de verbrijzelde schedel van Joe Orton, de beroemde toneelschrijver en dat van zijn geliefde Kenneth Halliwell.
Tien jaar later ontmoet John Lahr, een Amerikaanse geleerde, Peggy Ramsey, Ortons agent, om zijn dagboeken te publiceren. Via deze getuigenissen herbeleeft de film de gebeurtenissen van de twee in flashbacks. De achttienjarige Joe ontmoette Kenneth in 1951 op de Royal Academy of Dramatic Art, met wie een liefde ontstond totdat hij besloot samen te leven. Kenneth begint korte verhalen te schrijven, maar deze worden door uitgevers afgewezen.
Joe schrijft een hoorspel dat hij naar de BBC stuurt. Het is het begin van een schitterende carrière. Tegelijkertijd begint het samenleven in een crisis te belanden. Kenneth voelt zich gefrustreerd in zijn secundaire rol. Kenneth voelt de aanstaande scheiding, slaat Joe hoofd terwijl hij slaapt en pleegt vervolgens zelfmoord.

## Rolverdeling
| Acteur           | Personage         |
| ---------------- | ----------------- |
| Gary Oldman      | Joe Orton         |
| Alfred Molina    | Kenneth Halliwell |
| Vanessa Redgrave | Peggy Ramsay      |
| Wallace Shawn    | John Lahr         |
| Lindsay Duncan   | Anthea Lahr       |
| Julie Walters    | Elsie Orton       |
| Frances Barber   | Leonie Orton      |
| Richard Wilson   | Psychiater        |

## Ontvangst
Op Rotten Tomatoes heeft Prick Up Your Ears een waarde van 95% en een gemiddelde score van 7,70/10, gebaseerd op 38 recensies. Op Metacritic heeft de film een gemiddelde score van 72/100, gebaseerd op 17 recensies.

## Prijzen en nominaties
De belangrijkste:
| Jaar | Prijs                       | Categorie                   | Genomineerde(n)  | Uitslag     |
| ---- | --------------------------- | --------------------------- | ---------------- | ----------- |
| 1987 | Filmfestival van Cannes     | Gouden Palm                 | Stephen Frears   | Genomineerd |
| 1987 | Filmfestival van Cannes     | Beste artistieke bijdrage   | Stanley Myers    | Gewonnen    |
| 1988 | Golden Globes               | Beste actrice in een bijrol | Vanessa Redgrave | Genomineerd |
| 1988 | British Academy Film Awards | Beste acteur                | Gary Oldman      | Genomineerd |
| 1988 | British Academy Film Awards | Beste actrice in een bijrol | Vanessa Redgrave | Genomineerd |
| 1988 | British Academy Film Awards | Beste bewerkte scenario     | Alan Bennett     | Genomineerd |